# Telostylinus gressitti
Espèce
Telostylinus gressitti est une espèce d'insectes diptères de la famille des Neriidae.

## Classification
Le nom valide complet (avec auteur) de ce taxon est Telostylinus gressitti Aczél (d), 1959.